# NGC 6907
NGC 6907 ist eine spiralförmige Infrarotgalaxie vom Hubble-Typ SBbc im Sternbild Steinbock auf der Ekliptik. Sie ist schätzungsweise 144 Millionen Lichtjahre von der Milchstraße entfernt und hat einen Durchmesser von etwa 145.000 Lichtjahren.
Gemeinsam mit NGC 6908 bildet sie ein gravitativ gebundenes Galaxienpaar. Mit IC 4999 und IC 5005 bildet sie die NGC 6907-Gruppe oder LGG 436.
Die Supernovae SN 1984V (Typ ?), SN 2004bv (Typ Ia), SN 2008fq (Typ II) und SN 2014eh (Typ Ic) wurden hier beobachtet.
Das Objekt wurde am 12. Juli 1784 von dem deutsch-britischen Astronomen Wilhelm Herschel entdeckt.

## NGC 6907-Gruppe (LGG 436)
| Galaxie  | Alternativname | Entfernung/Mio. Lj |
| -------- | -------------- | ------------------ |
| NGC 6907 | PGC 64650      | 145                |
| IC 4999  | PGC 64613      | 144                |
| IC 5005  | PGC 64657      | 142                |